# Oberaudorf
Oberaudorf ist eine Gemeinde im oberbayerischen Landkreis Rosenheim und ein staatlich anerkannter Luftkurort.

## Geographie

### Lage
Die Gemeinde liegt in den Bayerischen Voralpen und dem bayerischen Teil des Unterinntals. Oberaudorf und Niederaudorf sind durch den Lauf des westlichen Inn-Zuflusses Auerbach getrennt.

### Nachbargemeinden
| Brannenburg                  | Flintsbach am Inn                           | Erl (Tirol)         |
| Bayrischzell (Lkr. Miesbach) | Kompassrose, die auf Nachbargemeinden zeigt | Niederndorf (Tirol) |
|                              | Kiefersfelden                               | Ebbs (Tirol)        |

### Gemeindegliederung
Die Gemeinde Oberaudorf hat 38 Gemeindeteile (in Klammern ist der Siedlungstyp angegeben):
- Agg (Dorf)
- Antritt (Weiler)
- Aschau (Einöde)
- Auerbach (Dorf)
- Behamgrub (Einöde)
- Brünnsteinhaus (Unterkunftshaus)
- Buchau (Weiler)
- Eck (Weiler)
- Fahrenberg (Weiler)
- Grafenherberg (Weiler)
- Grub (Einöde)
- Hocheck (Einöde)
- Kleinberg (Weiler)
- Lechen (Einöde)
- Moosen (Weiler)
- Mühlberg (Einöde)
- Niederaudorf (Pfarrdorf)
- Oberaudorf (Pfarrdorf)
- Rechenau (Weiler)
- Regau (Einöde)
- Reisach (Pfarrdorf)
- Ried b.Fahrenberg (Einöde)
- Riedleiten (Weiler)
- Rosengasse (Einöde)
- Schindlberg (Einöde)
- Schweinberg (Dorf)
- Schweinsteig (Einöde)
- Seebach (Einöde)
- Tatzelwurm (Einöde)
- Thal (Einöde)
- Trißl (Einöde)
- Unterbichl (Einöde)
- Wall (Kirchdorf)
- Watschöd (Dorf)
- Wechselberg (Weiler)
- Zaglach (Einöde)
- Zeisach (Einöde)
- Zimmerau (Einöde)

Es gibt die Gemarkungen Niederaudorf und Oberaudorf.

### Natur
Folgende Schutzgebiete berühren das Gemeindegebiet:
- Landschaftsschutzgebiet Inntal Süd (LSG-00595.01)
- Landschaftsschutzgebiet Inschutznahme von Landschaftsteilen des erweiterten Soinkargebietes in den Gemeinden Brannenburg, Flintsbach am Inn und Oberaudorf (LSG-00223.01)
- Landschaftsschutzgebiet Schutz des Auerbachtales einschl. Regau (am Förchenbach) und Bichlersee, Gemeinden Niederaudorf, Oberaudorf, Flintsbach und Kiefersfelden (LSG-00047.01)
- Geotop und Naturdenkmal Wasserfälle am Tatzelwurm (87R003)
- Geotop und Naturdenkmal Findling Grauer Stein (87R007)

## Geschichte

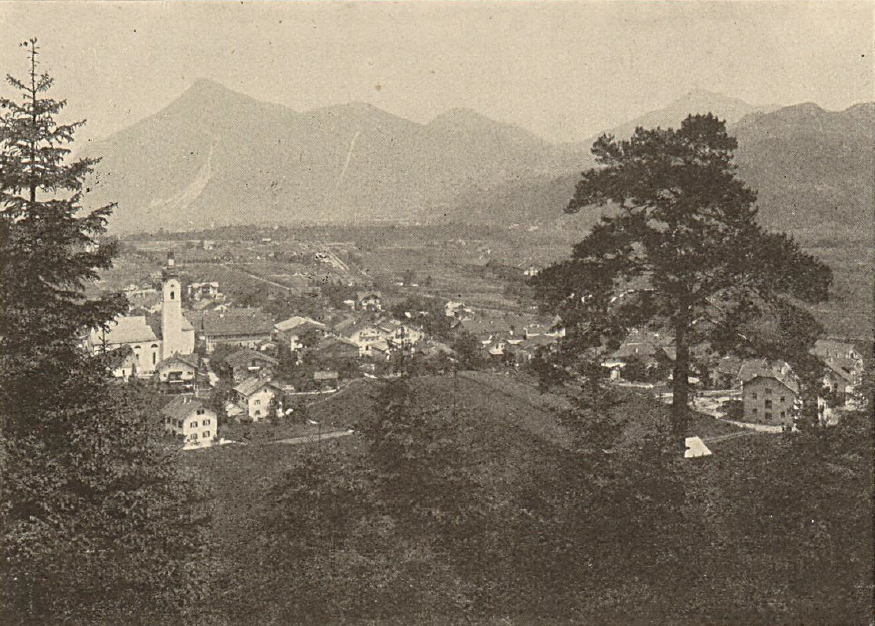
Oberaudorf (damals Oberaudorf am Inn genannt) um 1910

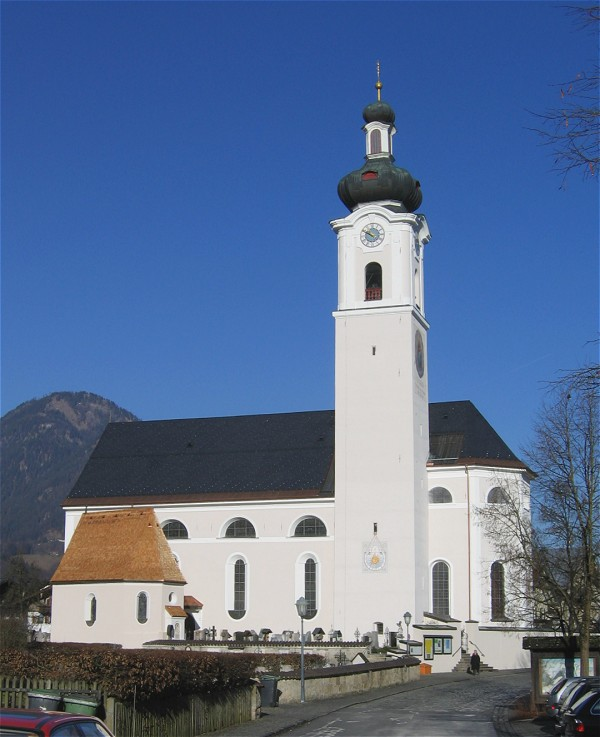
Pfarrkirche Unsere Liebe Frau

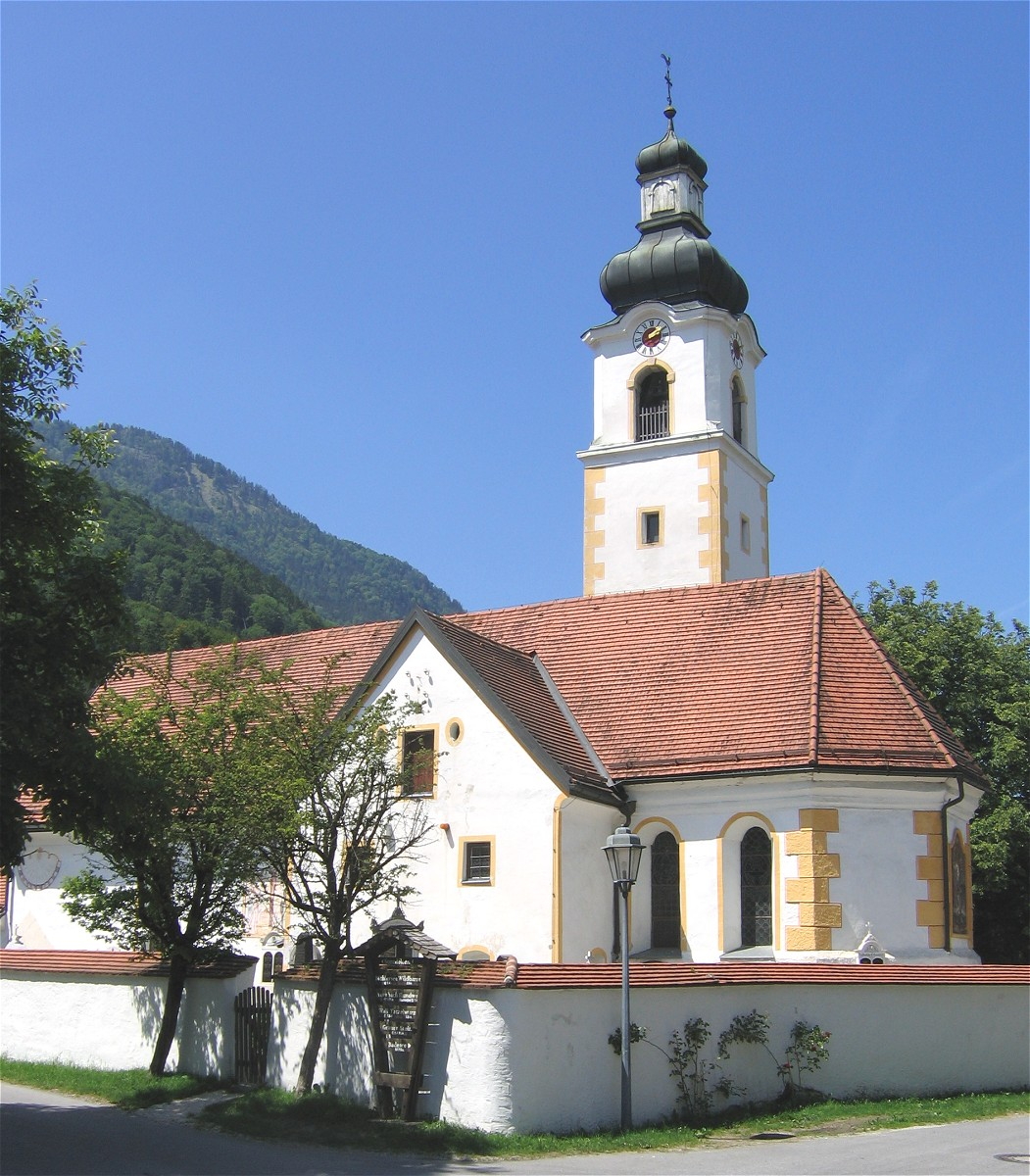
Filialkirche St. Michael in Niederaudorf

Besiedlungsspuren in der Gemarkung Audorf reichen zurück bis in die Bronzezeit. Erstmals erwähnt wird der Ort im Jahr 780 als Urdorf in einer Schenkungsurkunde an das Hochstift Freising. Den bayerischen Herzögen gelang es, die Herren im Mangfallgau, die Grafen von Falkenstein, ab 1244 aus ihren Besitzungen und Herrschaften zu verdrängen und ihre eigene Herrschaft im Inntal auszubauen. Erstmals erwähnt wird die über Oberaudorf liegende Auerburg im Wittelsbacher Hausvertrag von Pavia 1329. Um 1350 wurde die Auerburg schon als Gericht und Amtssitz eines Pflegers genannt. Seit dem 15. Jahrhundert wurde der Gerichtsbezirk in die Hauptmannschaften Kiefersfelden, Nieder- und Oberaudorf sowie Fischbach gegliedert. Nach dem Landshuter Erbfolgekrieg (1503–1505) gingen die Gerichte Kufstein, Kitzbühel und Rattenberg an die Habsburger verloren. Die Auerburg war von nun an Grenzveste zu Tirol und wurde entsprechend nochmals verstärkt. Im österreichischen Erbfolgekrieg eroberten österreichische Truppen am 4. Mai 1743 Oberaudorf und die Auerburg. Nach dem Frieden von Füssen 1745 wurde die Festung 1747 durch Kitzbüheler Bergknappen geschleift. Die Napoleonische Zeit brachte zwar zahlreiche Truppendurchmärsche, aber kein Kampfgeschehen im Ort. Im Zuge der Verwaltungsreformen in Bayern entstanden mit dem Gemeindeedikt von 1818 die Gemeinden Ober- und Niederaudorf.

### 19. und 20. Jahrhundert
Im Jahr 1848 kam es durch die Aufhebung des Obereigentums und der Patrimonialgerichte zu Umwälzungen. Ab Mitte des 19. Jahrhunderts wurde der Ort als Sommerfrische durch erste Urlaubsgäste entdeckt. 1857 erfolgte der Anschluss an die neue Bahnstrecke Rosenheim–Kufstein. 1868 wurde das bisherige katholische Vikariat eigene Pfarrei. Große Brände 1823 und 1857 führten zu reger Bautätigkeit. Der Ort war noch in den letzten Tagen des Zweiten Weltkrieges durch Fliegerangriffe betroffen, da sich die Wehrmacht hier noch mit letzter Kraft den amerikanischen Soldaten stellte. 1988 bis 1992 entstand am Inn das Kraftwerk Oberaudorf-Ebbs.

### Eingemeindungen
Die Bevölkerung der Gemeinden Oberaudorf und Niederaudorf entschied sich in einer Volksbefragung am 22. November 1970 für einen Zusammenschluss der Gemeinden, der am 1. April 1971 erfolgte. Ein Teil der Gemeinde Niederaudorf wurde in die Gemeinde Flintsbach am Inn umgegliedert.

### Einwohnerentwicklung
Zwischen 1988 und 2018 wuchs die Gemeinde von 4475 auf 5264 um 789 Einwohner bzw. um 17,6 %.
| Jahr      | 1970 | 1987 | 1991 | 1995 | 2000 | 2005 | 2010 | 2015 | 2018 |
| Einwohner | 3571 | 4373 | 4704 | 4816 | 4692 | 4768 | 4948 | 5033 | 5264 |

## Politik

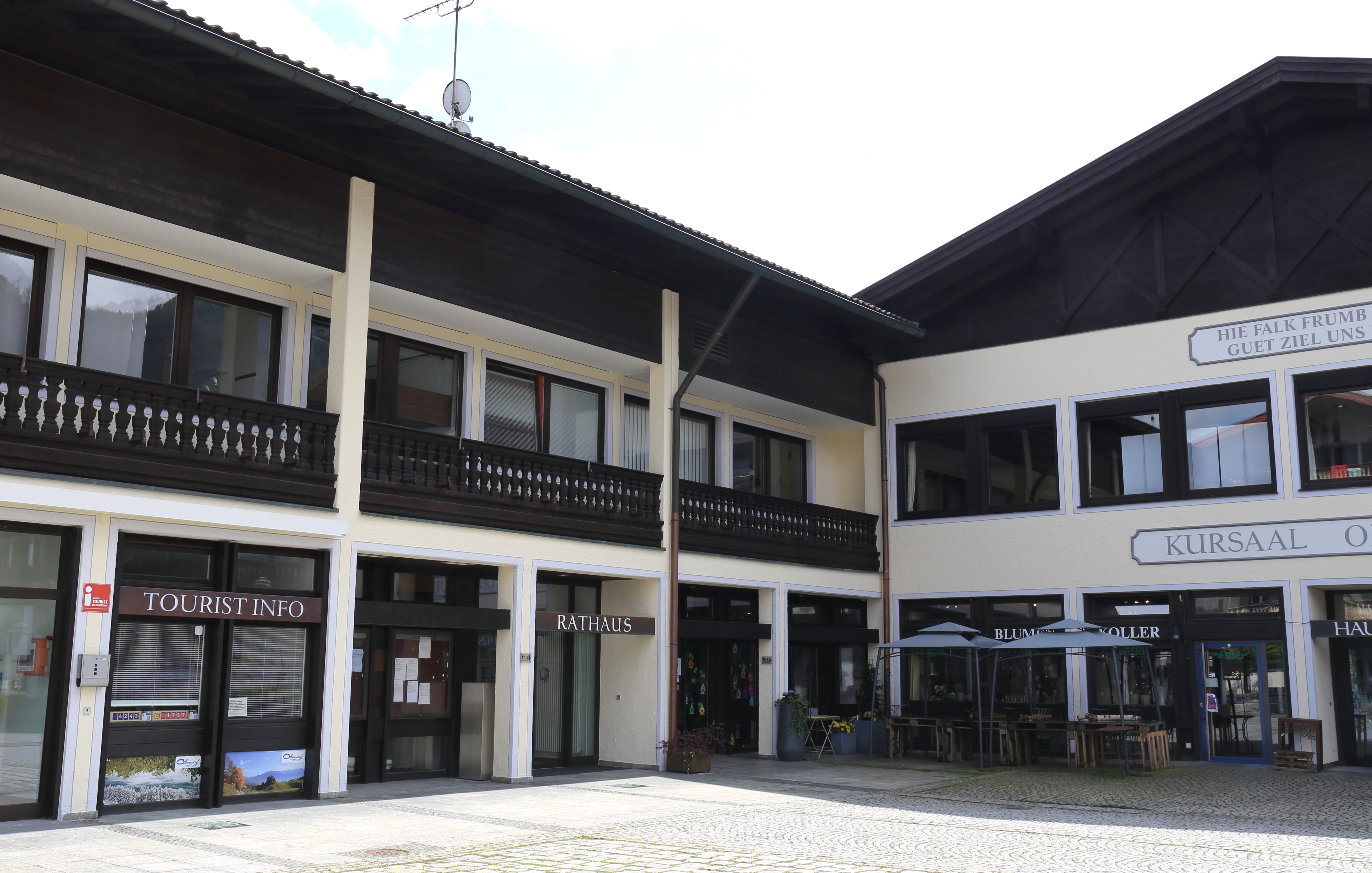
Rathaus

### Gemeinderat
Die Gemeinderatswahl am 15. März 2020 führte zu folgendem Ergebnis:
| Partei                        | Sitze | Stimmenanteil |
| ----------------------------- | ----- | ------------- |
| CSU                           | 6     | 30,7 %        |
| Grüne                         | 3     | 15,0 %        |
| SPD                           | 1     | 3,1 %         |
| Bayernpartei                  | 1     | 4,6 %         |
| Freie Wählerschaft Oberaudorf | 9     | 46,7 %        |
| Wahlbeteiligung: 64,5 %       |       |               |

### Bürgermeister
Erster Bürgermeister ist Matthias Bernhardt (Freie Wählerschaft Oberaudorf). Dieser setzte sich bei den Kommunalwahlen am 15. März 2020 mit 68,1 % der Stimmen gegen zwei Mitbewerber durch. Aufgrund einer Vakanz des Ersten Bürgermeisterpostens trat Bernhardt sein Amt bereits am 1. April und nicht am 1. Mai 2020 an. Er ist Amtsnachfolger von Hubert Wildgruber (CSU, Bürgermeister von 2002 bis 2020), der aus gesundheitlichen Gründen 2020 nicht mehr zur Wahl gestanden war. Wildgruber hatte im Jahr 2002 die Nachfolge von Alois Brunner (CSU) angetreten.

### Wappen
| Wappen Gde. Oberaudorf | Blasonierung: „In Blau auf goldenem Dreiberg stehend ein flugbereiter, rot bewehrter goldener Falke mit rotem Halsband.“ |
| Wappen Gde. Oberaudorf | Wappenbegründung: Das Wappen wurde im Jahr 1921 vom Staatsministerium des Inneren verliehen und knüpft an die frühe Ortsgeschichte an. Der Falke war das redende Schildbild der um 1272 erloschenen Grafschaft von Falkenstein. |

## Kultur und Sehenswürdigkeiten

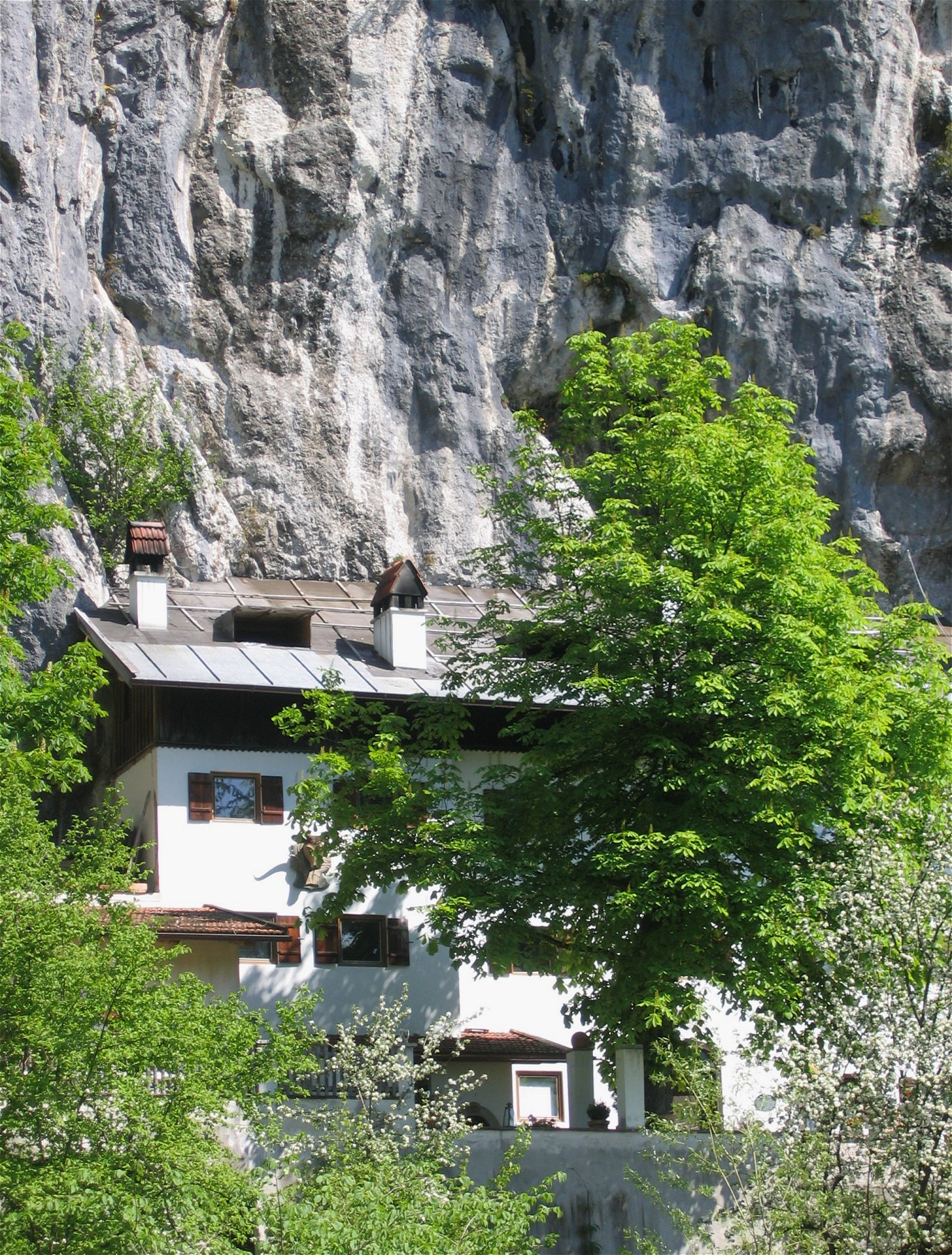
Weber an der Wand, ehemalige Einsiedelei

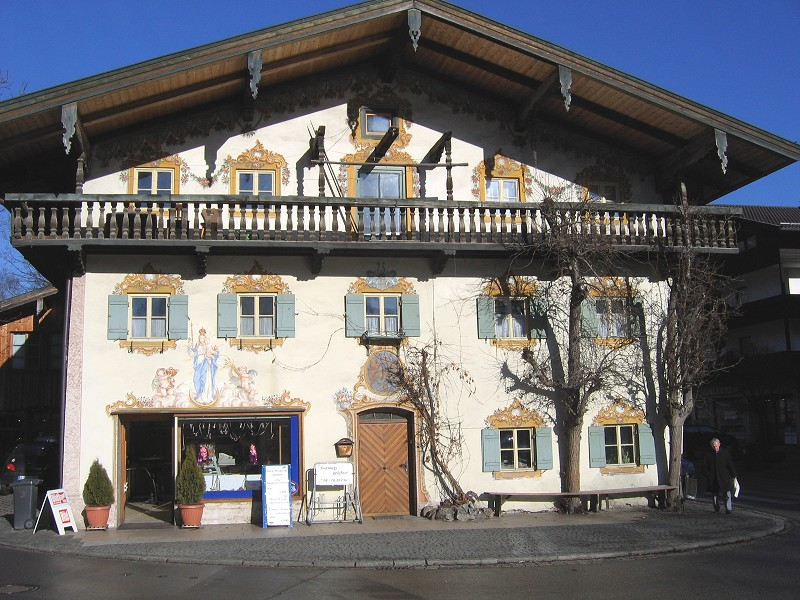
Bäckerei am Dorfplatz

- Ruine der Auerburg mit Burgtormuseum
- Pfarrkirche Zu Unserer Lieben Frau Oberaudorf
- Auferstehungskirche (Oberaudorf)
- Filialkirche St. Michael Niederaudorf
- Kloster Reisach
- Schloss Urfahrn
- Historisches Gasthaus: Weber an der Wand
- Hofkapelle Schweinsteig: stattlicher und reich ausgestatteter Rokokobau
- Florianikapelle
- Wasserfälle am Tatzelwurm

### Musikfilmtage Oberaudorf
Seit 2008 veranstaltet der Verein Musikfilmtage Oberaudorf unter Leitung von Markus Aicher jährlich im Juli die Musikfilmtage.

## Wirtschaft und Infrastruktur
2017 gab es nach der amtlichen Statistik im Bereich der Land- und Forstwirtschaft 10, im produzierenden Gewerbe 137 und im Bereich Handel, Verkehr und Gastgewerbe 450 sozialversicherungspflichtig Beschäftigte am Arbeitsort. In sonstigen Wirtschaftsbereichen waren am Arbeitsort 635 Personen sozialversicherungspflichtig beschäftigt. Sozialversicherungspflichtig Beschäftigte am Wohnort gab es insgesamt 1686. Im Bauhauptgewerbe gab es 10 Betriebe. Im Jahr 2016 gab es zudem 54 landwirtschaftliche Betriebe mit einer landwirtschaftlich genutzten Fläche von insgesamt 1529 ha; davon waren 42 ha Ackerfläche und 1483 ha Dauergrünfläche.

### Freizeit und Tourismus
Der Hauptort ist ein bedeutender Kurort und eine wichtige Tourismusdestination. Dieser bietet neben einem umfangreichen Wander-, Rad- und Tourenwegenetz eine Skisprungschanze, Rodelbahnen, eine Sesselbahn, Langlaufloipen und Skilifte (mit beschneiten Pisten) und im Sommer durch umliegende Seen mit Beachvolleyplatz sowie dem Strandbad Luegsteinsee mit Riesenwasserrutsche und dem Wildwasser Auerbach vielfältige Möglichkeiten für Erholung und Freizeitgestaltung. Das neu gestaltete Freizeitgebiet Hocheck hat auch eine alpine Sommerrodelbahn. Am Hocheck ist im Winter die größte Flutlichtanlage Deutschlands für Skifahrer oder Snowboarder in Betrieb. Auch die dortige Rodelbahn ist abends beleuchtet.
Im Jahr 2017 verbrachten 75.411 Gäste insgesamt 215.669 Nächte in Oberaudorf.
Zwischen 1999 und 2011 bestand die Möglichkeit, von Mai bis Oktober mit einem Fahrgastschiff auf dem Inn von Oberaudorf über Niederndorf, Ebbs, Kiefersfelden bis nach Kufstein zu fahren.

### Sport
Im Gemeindeteil Tatzelwurm wird jährlich eine Naturrodelbahn errichtet, auf der auch Deutsche und Bayerische Meisterschaften im Naturbahnrodeln ausgetragen werden. Mit der Kahlanger-Schanze befindet sich eine ehemals auch für internationale Springen genutzte Normalschanze im Ort. Die ebenfalls vorhandenen Hocheckschanzen werden noch heute für Kinder- und Jugendtrainings genutzt.
Der Sportverein FV-Oberaudorf wurde im Jahre 1961 gegründet. Er bietet Sportarten wie Fußball, Volleyball und Gymnastik an.

### Sender Oberaudorf
Zur besseren Versorgung des unteren Inntals von Brannenburg bis zur Staatsgrenze wurde ein Füllsender auf dem Schweinberg errichtet. Dieser strahlt folgende Radiostationen aus:
| Frequenz [MHz] | Programm                  | RDS PS  | RDS PI | Regionalisierung | ERP [kW] | Antennendiagramm rund (ND)/gerichtet (D) | Polarisation horizontal (H)/vertikal (V) |
| -------------- | ------------------------- | ------- | ------ | ---------------- | -------- | ---------------------------------------- | ---------------------------------------- |
| 94,6           | Antenne Bayern            | ANTENNE | D318   | –                | 0,3      | D                                        | H                                        |
| 104,2          | Radio Charivari Rosenheim | CHARI   | DC1B   | Rosenheim (Land) | 0,3      | D                                        | H                                        |

### Verkehr
- Straßenverkehr: Oberaudorf hat eine eigene Anschlussstelle an der Inntalautobahn A 93 (Rosenheim–Kiefersfelden). Über die Innbrücke am Grenzübergang Deutschland-Österreich hat Oberaudorf Anschluss an die Walchseestraße (B 172) nach Niederndorf in Tirol. Außerdem ist sie am Ortsteil Reisach über eine 124 Meter lange Holzfachwerkbrücke für Fußgänger und Radfahrer – die Zollhausbrücke – mit der Tiroler Gemeinde Erl verbunden.[17]
- Bahnverkehr: Oberaudorf hat einen Haltepunkt an der Bahnstrecke Rosenheim–Kufstein.[18]
- Busverkehr: Durch die Linie 52 und der Wendelstein-Ringlinie (zwischen Mai und November) ist Oberaudorf an den Regionalverkehr Oberbayern angeschlossen. Die Linie 52 verbindet Oberaudorf mit Rosenheim, Flintsbach am Inn, Kufstein, Kiefersfelden, Raubling und Brannenburg, während die Wendelstein-Ringlinie den Ort mit Bayrischzell, Fischbachau und Bad Feilnbach verbindet.

### Bildung
Es gibt folgende Einrichtungen:
- Kindergärten: Drei Einrichtungen mit insgesamt 350 Plätzen, 284 Kinder werden betreut und gefördert. (Stand 2018)
- Schulen: drei Grund- sowie Mittel-/Hauptschulen mit 15 Lehrern und 226 Schülern.

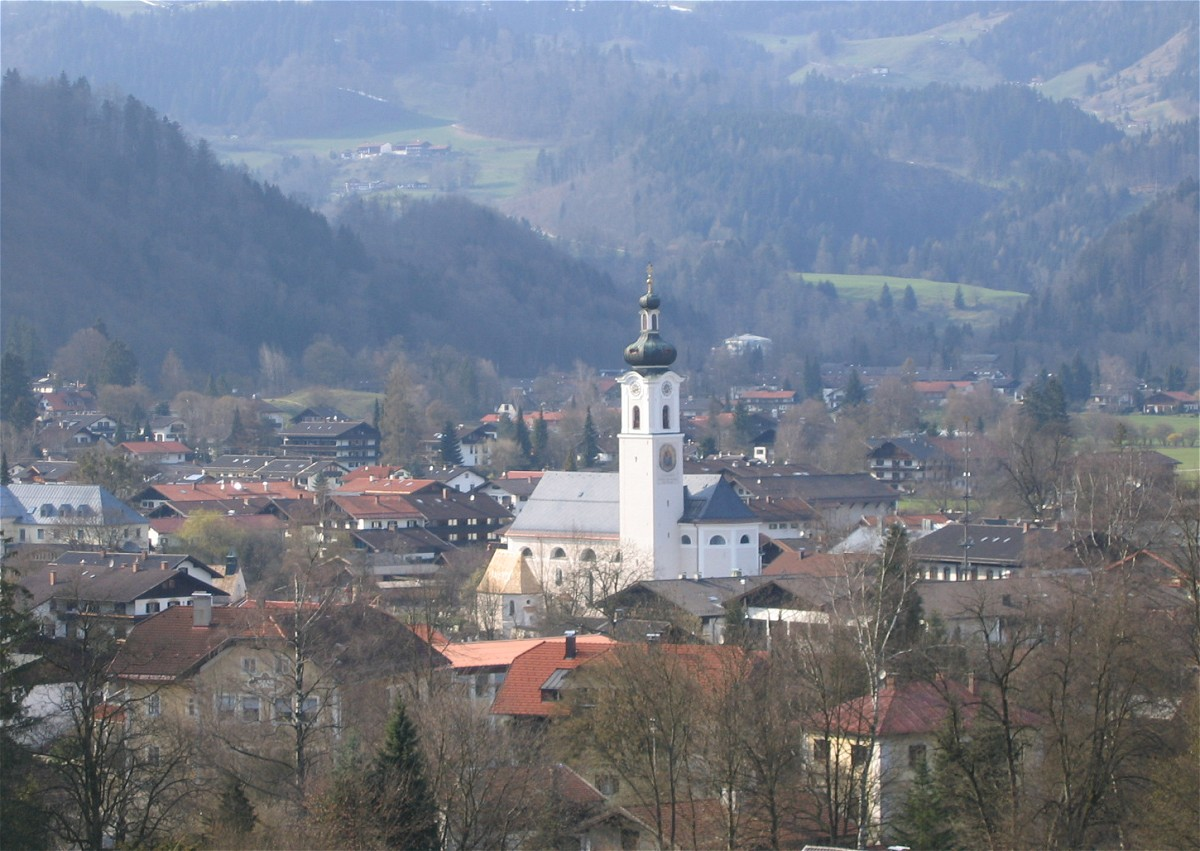
Blick von der Auerburg auf Oberaudorf
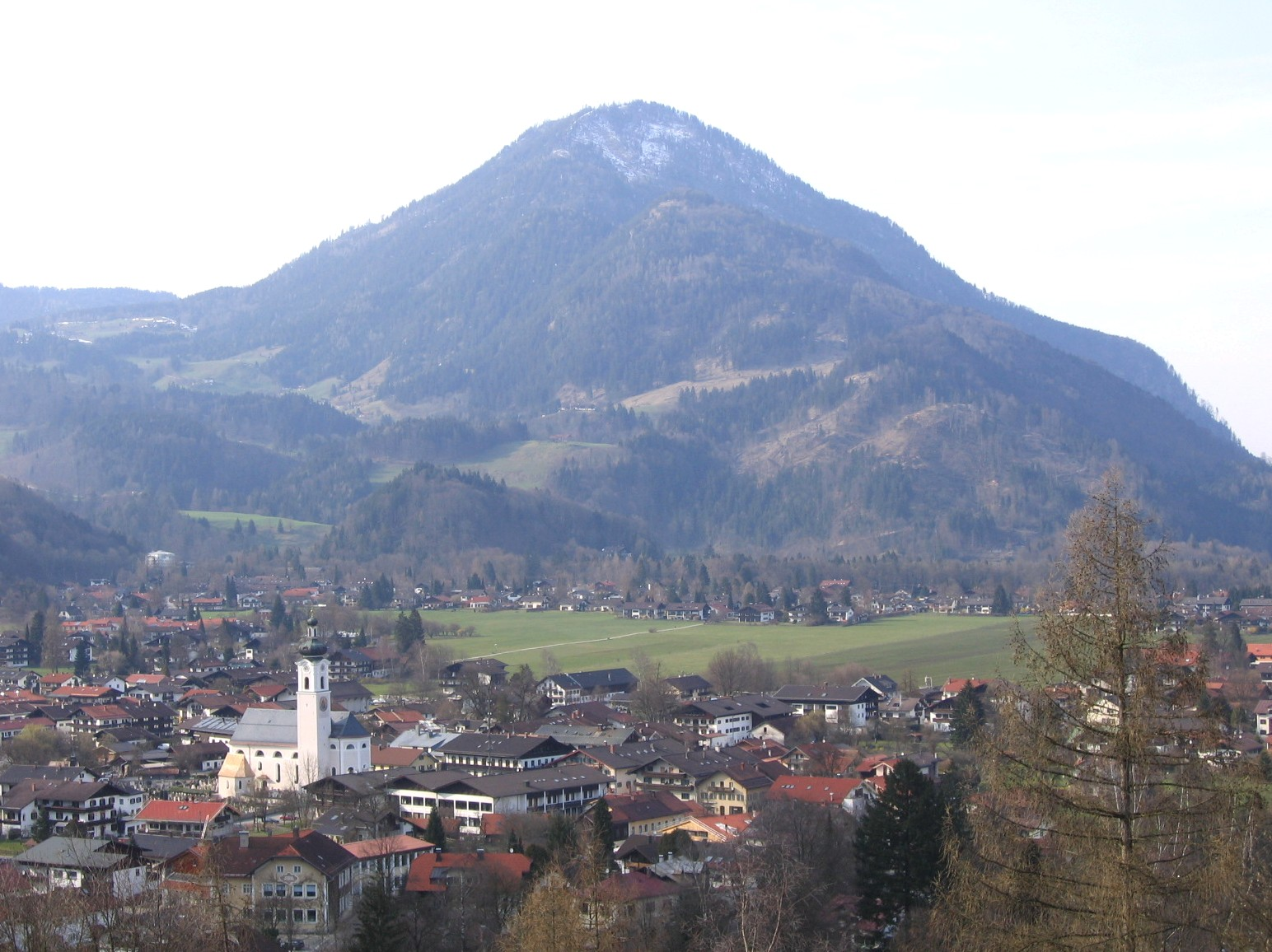
Blick von der Auerburg auf Oberaudorf, im Hintergrund der Wildbarren
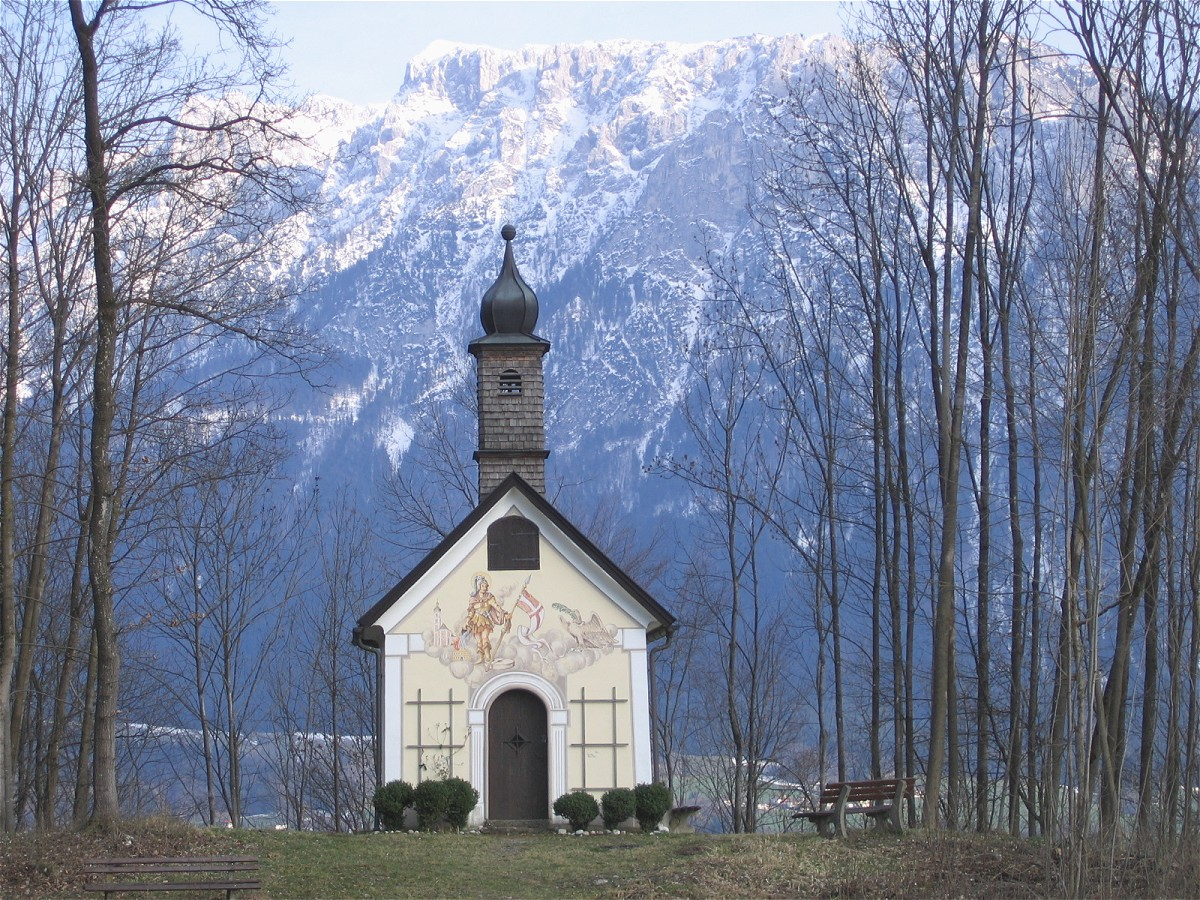
Kapelle auf dem Florianiberg, im Hintergrund der Zahme Kaiser
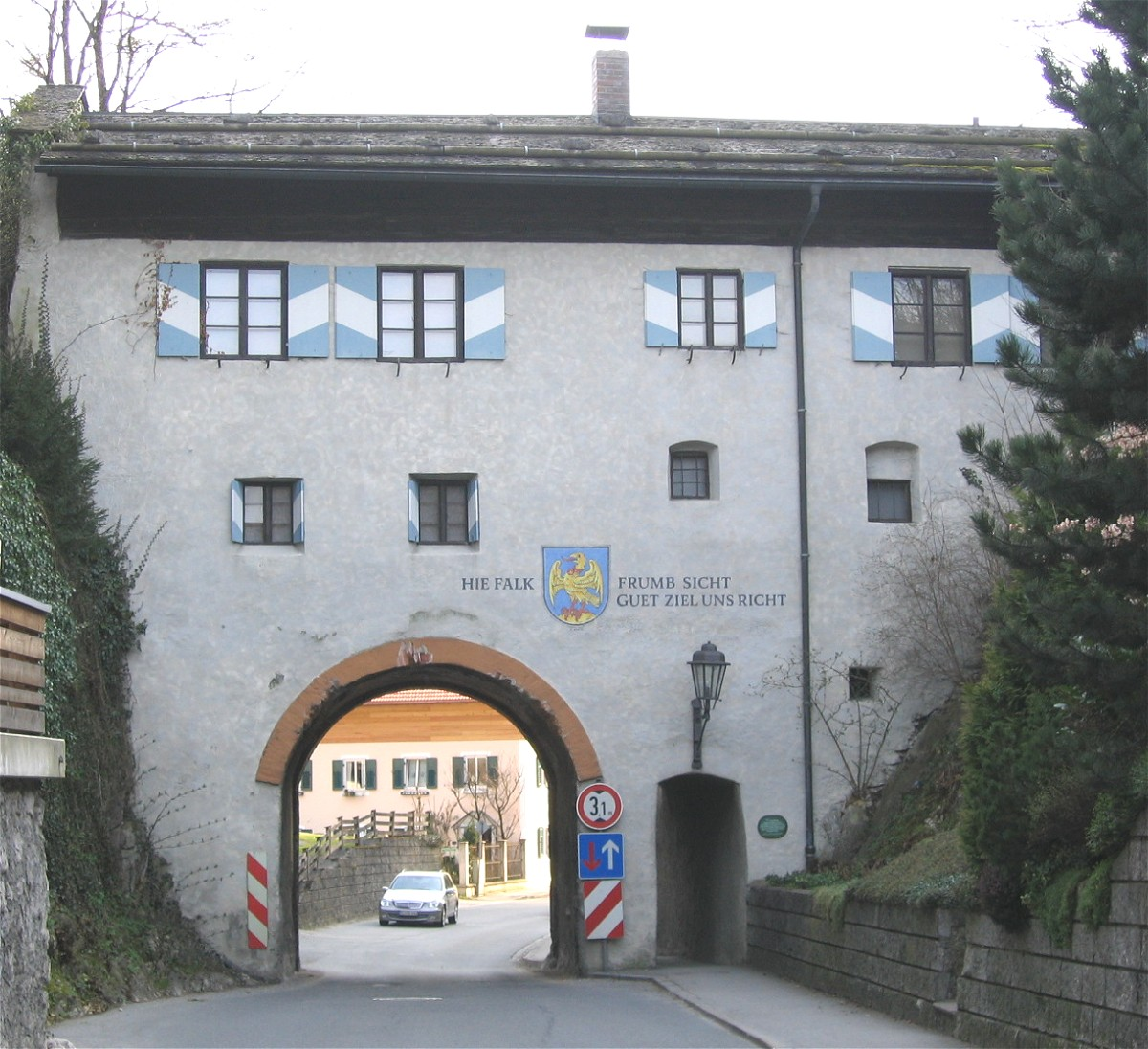
Burgtor
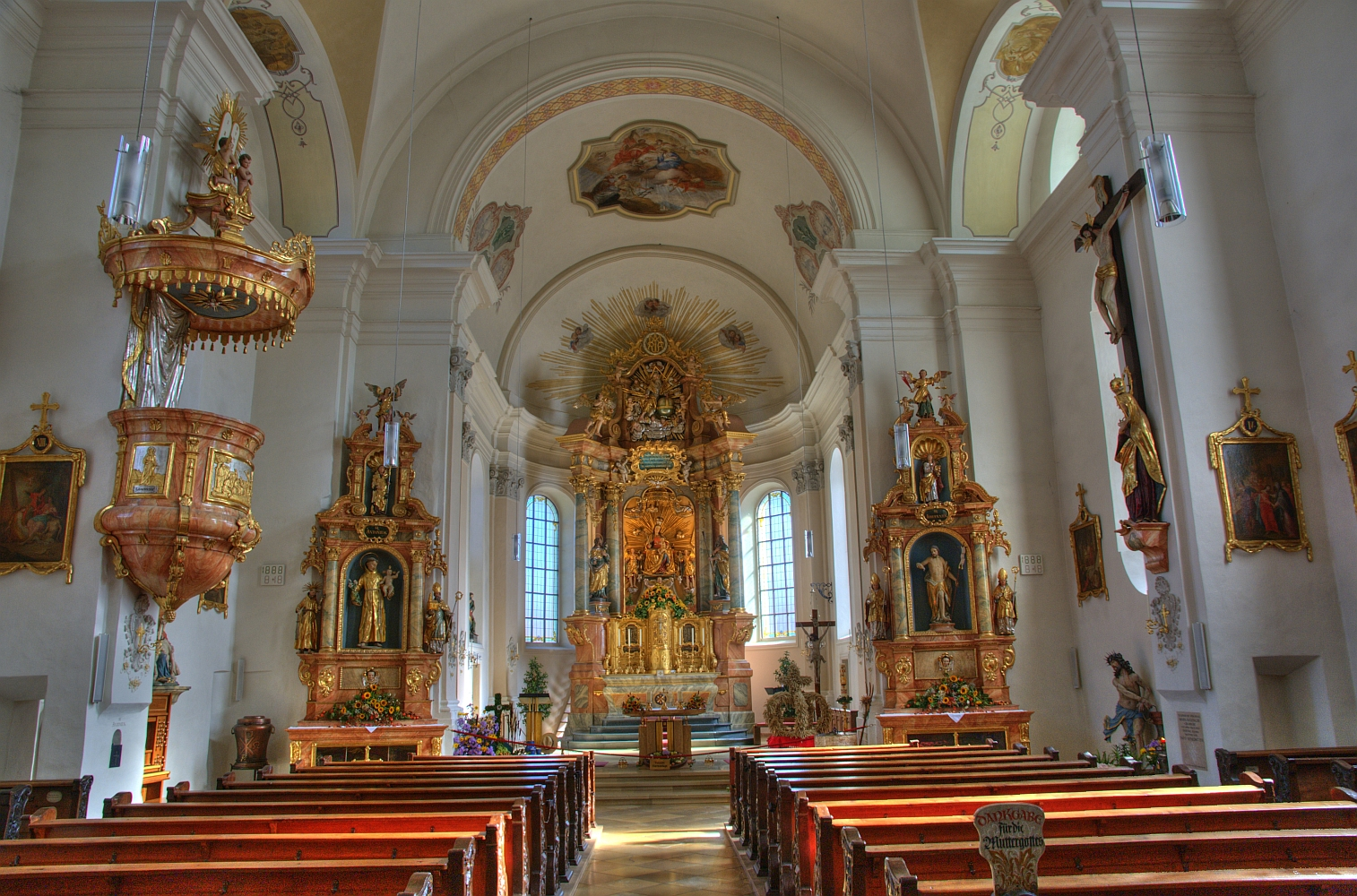
Pfarrkirche Oberaudorf
Kloster Reisach

## Persönlichkeiten
- Volker Banfield (* 1944), Pianist
- Hans Berger (* 1944), Musiker
- Joachim Berthold (1917–1990), Bildhauer, lebte und starb in Oberaudorf
- Ludwig Bieberbach (1886–1982), Mathematiker, lebte und starb in Oberaudorf
- Friedrich Wilhelm von Bissing (1873–1956), Ägyptologe
- Magnus Freiherr von Braun (1878–1972), Jurist und Politiker
- Susanne Breit-Keßler (* 1954), Publizistin, evangelische Theologin, Regionalbischöfin von München-Oberbayern
- Eduard Brenner (1888–1970), Anglist, Bildungspolitiker
- Anne Cyron (* 1955), Politikerin (AfD)
- Thomas Dähne (* 1994), Fußballtorhüter
- Cornelius Eberhardt (1932–2011), Präsident der Hochschule für Musik und Theater in München, Professor, Generalmusikdirektor, Dirigent mehrerer nationaler und internationaler Orchester
- Klaus Eidam (1926–2006), Dramaturg und Librettist, lebte und starb in Oberaudorf
- Bartholomäus Grill (* 1954), Journalist, Schriftsteller, Afrika-Experte
- Wolfgang Hammer (* 1946), Pädagoge, Fachbuch- und Romanautor
- Josef Heumann (* 1964), nordischer Skisportler
- Marinus Kraus (* 1991), Skispringer
- Johannes Neuhäusler (1888–1973), katholischer Theologe und Weihbischof, 1913–1917 Kaplan in Oberaudorf
- Siegfried Pückler-Limpurg (1871–1963), Kunsthistoriker und Gutsbesitzer
- Otto Rothe (1924–1970), ostpreußischer Vielseitigkeitsreiter, Olympiasieger 1952 und 1956, Veterinär bei der Gebirgsdivision, beerdigt in Niederaudorf
- Ernst Sachs (1867–1932), Oberaudorfer Ehrenbürger, Erfinder der „Torpedo-Freilauf-Nabe“, Mitbegründer von Fichtel & Sachs und Entwickler des Sachsmotors
- Willy Sachs (1896–1958), Ehrenbürger von Oberaudorf, Alleininhaber von Fichtel & Sachs
- Constantin Schmid (* 1999), Skispringer, Vize-Weltmeister im Teamspringen
- Hubert Schwarz (* 1960), Olympiasieger mit der Staffel in Nordischer Kombination 1988, zweimaliger deutscher Meister im Skispringen (1979 und 1981)
- Bastian Schweinsteiger (* 1984), Fußballnationalspieler; Heimatort
- Tobias Schweinsteiger (* 1982), Fußballspieler; Heimatort
- Edmund Stoiber (* 1941), von 1993 bis 2007 bayerischer Ministerpräsident, CSU
- Adalbert Vogl (1876–1945), römisch-katholischer Geistlicher und Märtyrer
- Sebastian Vogl (1872–1956), im Ortsteil Reisach geborener Hochschullehrer für Mathematik und Physik
- Sepp Wildgruber (* 1959), Skirennläufer
- Gustav Georg Winkler (1820–1896), Geologe und Hochschullehrer